# Laurent Cars
Laurent Cars (Lyon, 23 de mayo de 1699 - París, 14 de abril de 1771) fue un pintor y grabador francés del siglo XVIII.

## Biografía
Laurent Cars fue nieto de Jean Cars, un pintor «de poca notoriedad» según Portalis & Béraldi, y de Marie Firens, hija de un reputado grabador.
Su padre, Jean-François (1671-1763), grabador lionés, fue para establecerse en París a principios del siglo XVIII, en la calle de la Savonnerie, cerca de la manufactura de los Gobelinos. Es en esta dirección es donde vendió una de sus primeras obras, un retrato grabado de Luis XIV.
Trabajando en el taller de su padre que se consagraba a las estampas de tesis para el fondo Odieuvre, Laurent Cars fue sin embargo enviado cerca del pintor Joseph Christophe,  miembro de la Académie de Saint-Luc, con el fin de ejercer este arte, como le informa el abad de Fontenai:

«Todavía siendo muy joven, dibujó del natural en la Academia de Saint-Luc, se puso sobre la fila, cada vez que hubo concurso para las medallas y se llevó la primera; pero varios años que han pasado sin que se distribuyera alguna y esta academia que tuviera un número demasiado grande de coronas que hay que conceder, se decidió que todos los que habían ganado el primer premio concurrieran juntos y que un solo vencedor se la llevaría. Y volvió en liza y triunfó de sus rivales.»

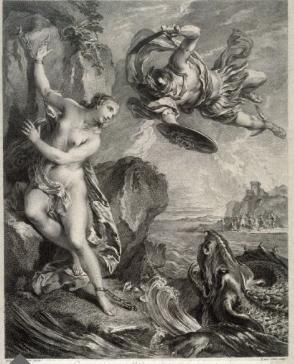
Andrómeda liberada por Perseo interpretación sobre la obra de François Lemoyne.

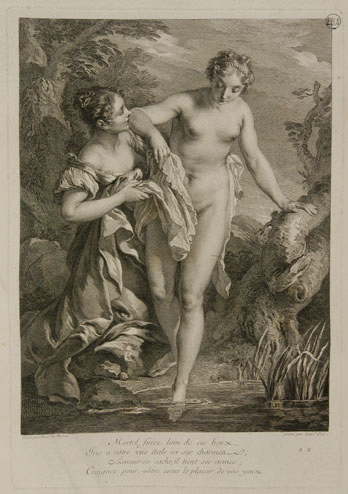
Iris en el baño interpretación sobre la obra de François Lemoyne - 1731.

Pero, muy rápidamente, volvió al grabado. En 1724, pintó y grabó al mismo tiempo el retrato de Michel-Celse-Roger de Bussy-Rabutin, obispo de Luçon. Empezó sobre todo su carrera con la interpretación de una obra de un amigo de su familia, François Lemoyne que acaba de entregar una de sus obras maestras en 1724: Hercule et Omphale; tela expuesta en el Salón de 1725. El joven intérprete también grabó varias telas del maestro de Boucher: Iris en el baño, Andrómeda liberada por Perseo y Céphale enlevée par l'Aurore. «Sus tablas no sienten en absoluto la sujeción de un grabador copista, sino que parecen la obra del mismo artista que habría concebido y habría ejecutado el mismo tema» nos reconoce Jean-baptiste D. Lempereur.
En 1732 entregó una bella estampa según el cuadro Fiesta veneciana de Watteau (Edimburgo, Galería Nacional de Escocia) antes de consagrarse, en 32 planchas celebradas, a la interpretación de las figuras de las Comedias de Molière siguiendo dibujos de Boucher (1734).